# Lysandra fuscescens
Lysandra fuscescens är en fjärilsart som beskrevs av Bright och Leeds 1938. Lysandra fuscescens ingår i släktet Lysandra och familjen juvelvingar. Inga underarter finns listade i Catalogue of Life.